# Mîrne, Lebedîn
Mîrne (în ucraineană Мирне) este un sat în comuna Hrînțeve din raionul Lebedîn, regiunea Sumî, Ucraina.

## Demografie
Componența lingvistică a localității Mîrne
     Ucraineană (97,85%)
     Rusă (2,15%)
Conform recensământului din 2001, majoritatea populației localității Mîrne era vorbitoare de ucraineană (97,85%), existând în minoritate și vorbitori de rusă (2,15%).